# Upeneus suahelicus
Upeneus suahelicus è un pesce del genere Upeneus.

## Descrizione
La sua lunghezza media è di poco più di 10 cm. La testa e il corpo sono di colore bianco-argentato in sede laterale, mentre sono rossastri o marroni dorsalmente. Il ventre è molto chiaro.

## Distribuzione e habitat
Vive ad alcune decine di metri di profondità (spesso nelle barriere coralline) lungo la costa africana dell'Oceano Indiano, in particolare tra Corno d'Africa e Sudafrica, passando per il Madagascar.